# Rio das Velhas (Santa Luzia)
Rio das Velhas é um bairro da cidade de Santa Luzia, em Minas Gerais.
O Bairro conta com logradouros temáticos, as ruas do bairro possuem nomes de municípios do Vetor Norte de Belo Horizonte como, rua Baldim, rua Matozinhos, rua Capim Branco e outros.